# 2024년 세계 피겨스케이팅 선수권 대회
2024년 세계 피겨스케이팅 선수권 대회(영어: 2024 World Figure Skating Championships, 프랑스어: Championnats du monde de patinage artistique 2024)는 국제 빙상 경기 연맹(ISU) 주관으로 2024년 3월 18일부터 3월 24일까지 캐나다 몬트리올에서 진행된 세계 피겨스케이팅 선수권 대회이다. 남자 싱글, 여자 싱글, 페어, 아이스댄싱 네 종목이 진행되었다. 

## 메달리스트
| 종목       | 금                                   | 은                             | 동                                      |
| ---------- | ------------------------------------ | ------------------------------ | --------------------------------------- |
| 남자 싱글  | 일리아 말리닌 미국                   | 가기야마 유마 일본             | 아당 샤오 힘 파 프랑스                  |
| 여자 싱글  | 사카모토 가오리 일본                 | 이저보 레비토 미국             | 김채연 대한민국                         |
| 페어       | 캐나다 디애나 스텔라토두덱 막심 데샹 | 일본 미우라 리쿠 기하라 류이치 | 독일 미네르바 파비엔 하제 니키타 볼로딘 |
| 아이스댄스 | 미국 매디슨 척 에번 베이츠           | 캐나다 파이퍼 질스 폴 푸아리에 | 이탈리아 샤를렌 기냐르 마르코 파브리    |